# Stadt Vöcklabruck

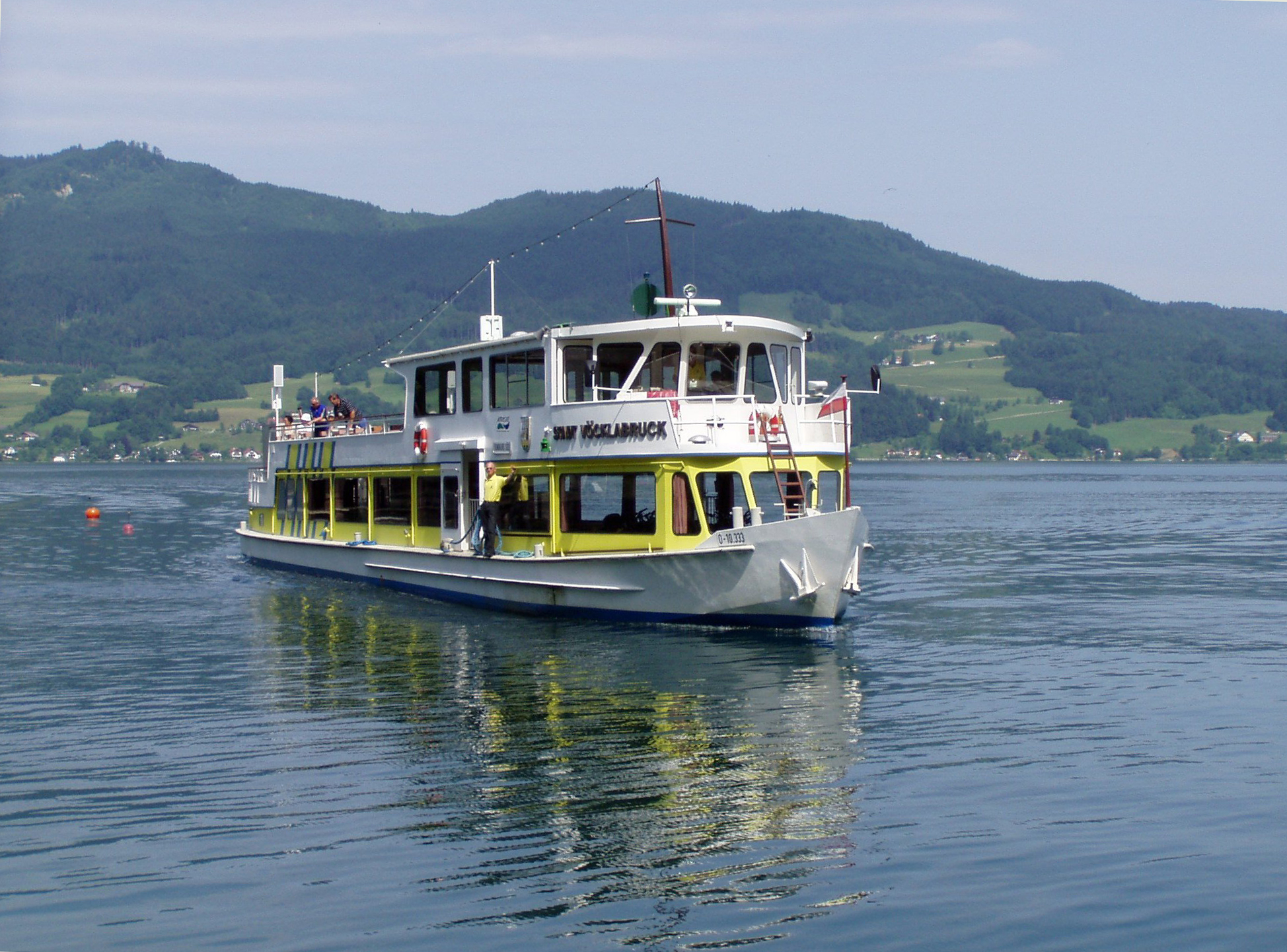
Stadt Vöcklabruck, 2006 in alter Farbgebung

Die Stadt Vöcklabruck, seit 2007 vermarktet auch als Klimt-Schiff, ist ein Fahrgastschiff auf dem Attersee. Das Schiff wird von der Attersee-Schifffahrt betrieben und wird im Linienbetrieb und Charterverkehr eingesetzt. Es verfügt über 258 Sitzplätze auf zwei Decks.

## Geschichte
Das Schiff wurde unter der Baunummer 275 im Jahr 1977 von der Theodor Hitzler Schiffswerft und Maschinenfabrik in Regensburg gebaut und mit dem Namen Ludwig der Kelheimer beim Bayerischen Lloyd auf der Donau in Dienst gestellt. Ins Salzkammergut zur Atterseeschifffahrt kam das Schiff im Juli 1979, also im jungen Alter von rund zwei Jahren. Seit 1979 verkehrt das Schiff auf dem Attersee als Stadt Vöcklabruck. In der Winterpause 2006/2007 wurde der Innenausbau neu gestaltet. Als Zweitnamen trägt die Stadt Vöcklabruck seit 2007 zur Ehre des berühmten Malers, der am Attersee sein Sommerdomizil hatte, den Schriftzug Gustav Klimt und zusätzlich auf jeder Schiffsseite die Reproduktion eines Werks des Künstlers. Diese Abbildungen stellen die Werke Die goldene Adele und Der Kuss dar. Durch die im Marketing verwendete Bezeichnung Klimt-Schiff gerät der Schiffsname Stadt Vöcklabruck zunehmend in den Hintergrund.

## Beschreibung
In der drei Schiffe umfassenden Flotte der Atterseeschifffahrt von Stern und Hafferl ist sie das Flaggschiff und gleichzeitig das größte Schiff der Flotte. Sie war bis zur Einflottung der Weyregg das jüngste Motorschiff am Attersee. Im Einstiegsdeck gibt es einen Salon mit 85 Sitzplätzen. Auf dem Oberdeck finden 48 Personen im Salon und weitere 125 auf dem Freideck einen Sitzplatz. Namensgeber des Fahrgastschiffes ist die Bezirkshauptstadt Vöcklabruck.

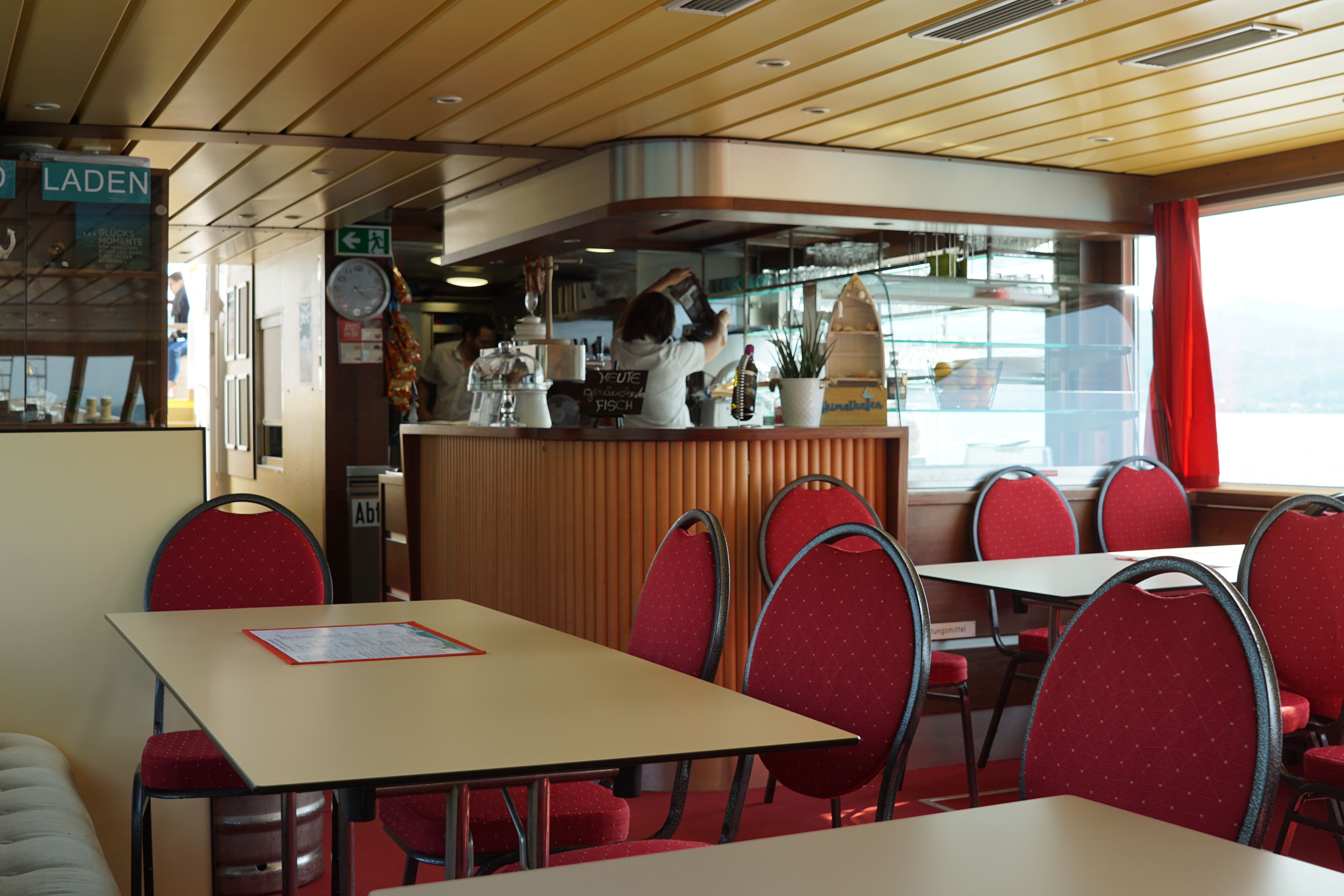
Bar/Café-Bereich
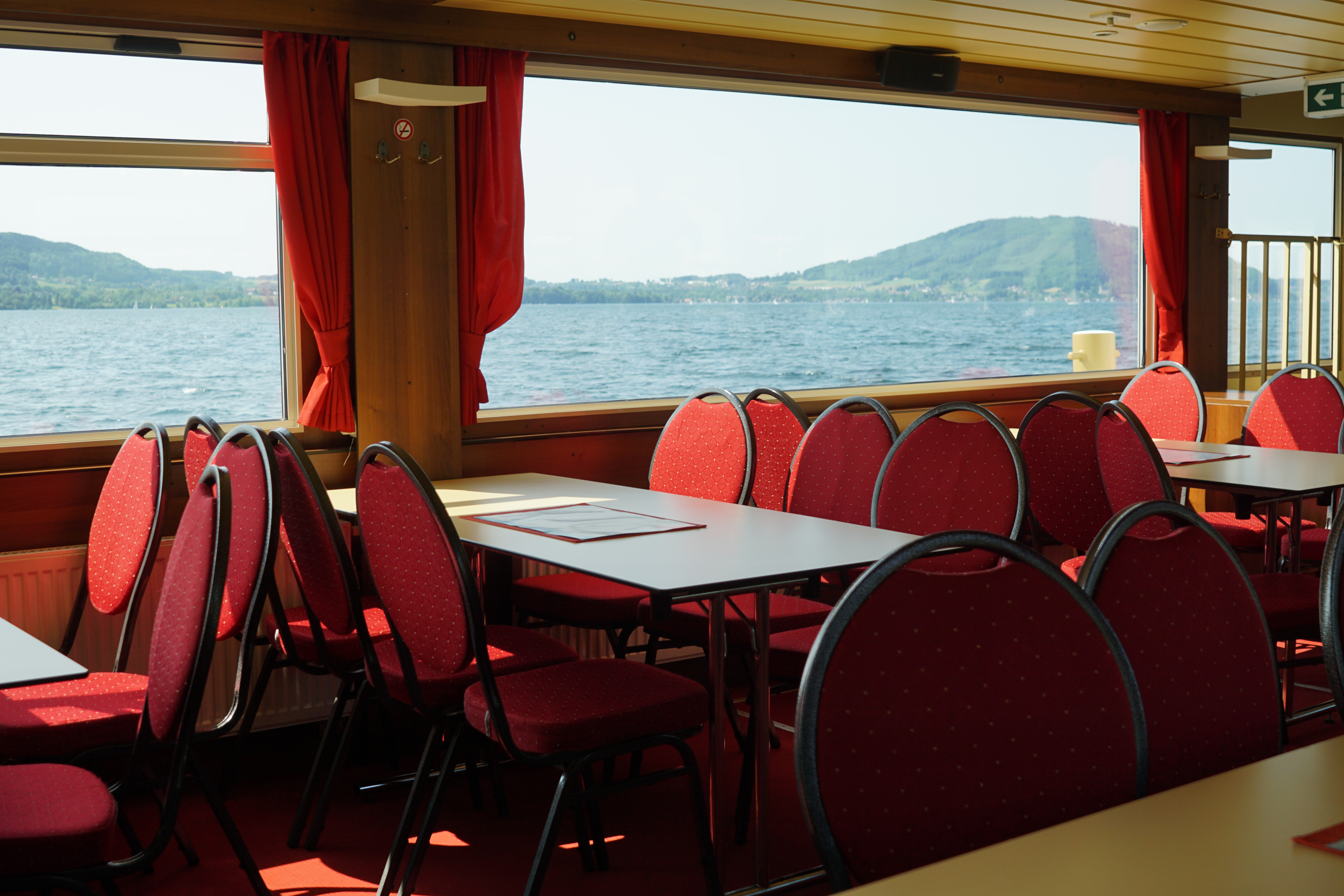
Innenraum
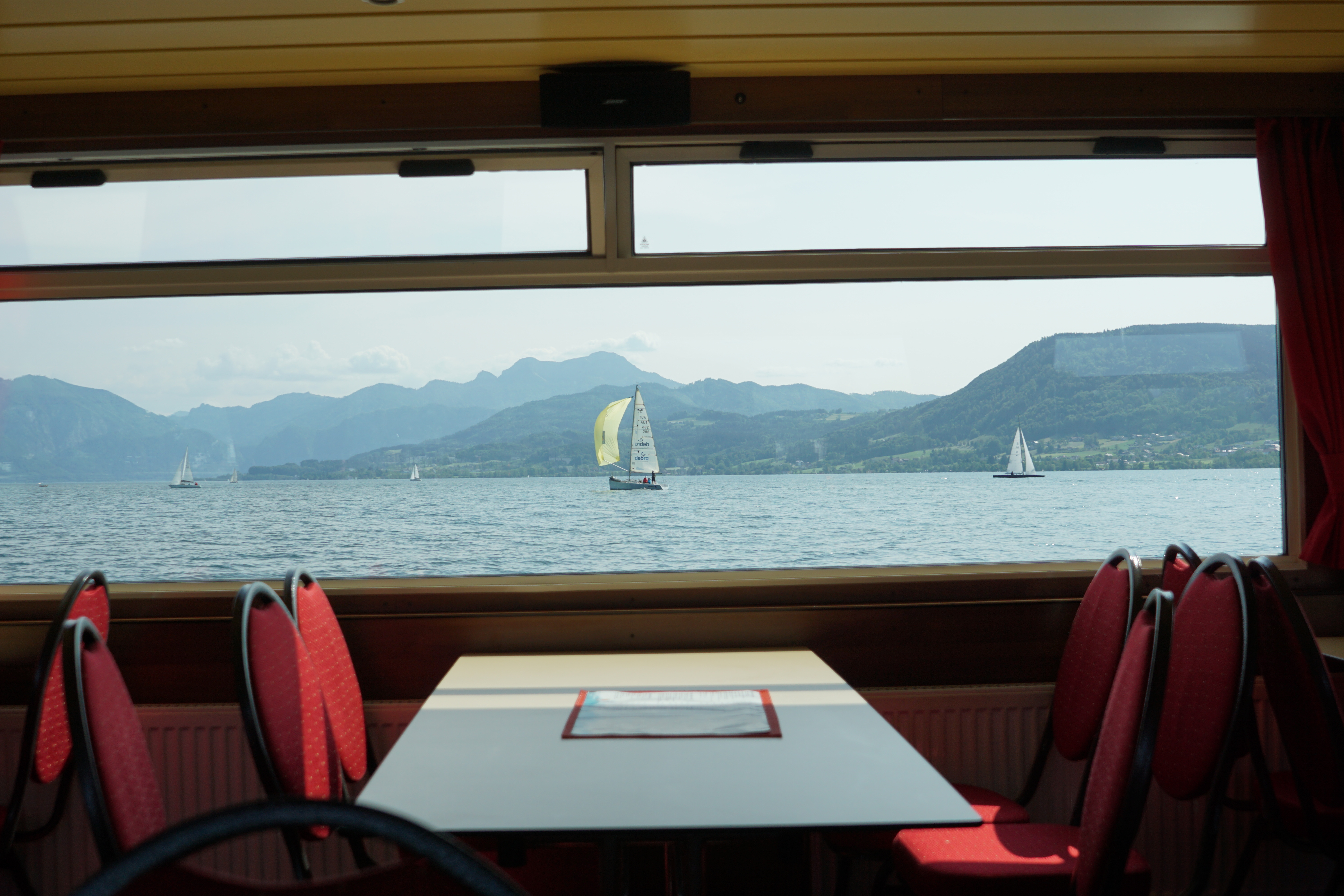
Aussicht auf den Schafberg

## Schwesterschiff
Das ebenfalls 1977 auch für den Bayerischen Lloyd gebaute Schwesterschiff mit der Baunummer 274 fuhr von 1979 bis 1997 als Passauer Wolf für Wurm & Köck auf der Donau.

## Briefmarke
Anlässlich des Jubiläums "100 Jahre Attersee- 100 Jahre Attergaubahn – Stern & Hafferl" erschien am 19. April 2013 ein Briefmarkenblock, auf dessen 62-Cent-Marke die Stadt Vöcklabruck abgebildet ist in einer Auflagenhöhe von 170 000 Stück.